# Юг штата Рорайма (мезорегион)

Юг штата Рорайма на карте.

Юг штата Рорайма (порт. Mesorregião do Sul de Roraima) — административно-статистический мезорегион в Бразилии, входит в штат Рорайма. Население составляет 87 798 человек на 2010 год. Занимает площадь 125 752,007 км². Плотность населения — 0,7 чел./км².

## Демография
Согласно сведениям, собранным в ходе переписи 2010 г. Национальным институтом географии и статистики (IBGE), население мезорегиона составляет:
| Полное население                            | Полное население                            | Полное население                            | Полное население                            | 87 798 |
| ------------------------------------------- | ------------------------------------------- | ------------------------------------------- | ------------------------------------------- | ------ |
| в том числе:                                | Городское население                         | 47 130                                      | Процент городского населения, %             | 53,68  |
|                                             | Сельское население                          | 40 668                                      | Процент сельского населения, %              | 46,32  |
|                                             | Мужское население                           | 46 548                                      | Процент мужского населения, %               | 53,02  |
|                                             | Женское население                           | 41 250                                      | Процент женского населения, %               | 46,98  |
| Плотность населения, чел/км²                | Плотность населения, чел/км²                | Плотность населения, чел/км²                | Плотность населения, чел/км²                | 0,7    |
| Население мезорегиона в % к населению штата | Население мезорегиона в % к населению штата | Население мезорегиона в % к населению штата | Население мезорегиона в % к населению штата | 19,49  |

## Статистика
- Валовой внутренний продукт на 2003 составляет 259 727 078,00 реалов (данные: Бразильский институт географии и статистики).
- Валовой внутренний продукт на душу населения на 2003 составляет 3562,06 реалов (данные: Бразильский институт географии и статистики).

## Состав мезорегиона
В мезорегион входят следующие микрорегионы:
1. Каракараи
2. Судести-ди-Рорайма